# Оттенштайн (Нижняя Саксония)
Оттенштайн (нем. Ottenstein) — община в Германии, в земле Нижняя Саксония.
Входит в состав района Хольцминден. Подчиняется управлению Полле. Население составляет 1207 человек (на 31 декабря 2010 года). Занимает площадь 13,59 км².
Коммуна подразделяется на 2 сельских округа.
| Год  | Население |
| ---- | --------- |
| 1990 | 1271      |
| 1995 | 1362      |
| 2000 | 1359      |
| 2005 | 1278      |
| 2010 | 1233      |